# Campionati del mondo di ciclismo su strada 2024 - Gara in linea maschile Junior
La quarantanovesima edizione della gara in linea maschile Junior dei Campionati del mondo di ciclismo su strada si svolse il 26 settembre 2024 in Svizzera, con partenza da Uster ed arrivoda Zurigo, su un percorso iniziale ed un circuito finale da ripetere 3 volte per un totale di 127,2 km. L'italiano Lorenzo Finn vinse la gara con il tempo di 2h57'05" alla media di 43,098 km/h; l'argento andò al britannico Sebastian Grindley e il bronzo all'olandese Senna Remijn.
Dei 159 ciclisti iscritti alla partenza provenienti da 60 nazioni, in 90 completarono la gara.

## Squadre e corridori partecipanti
| N.      | Cod. | Squadra       |
| ------- | ---- | ------------- |
| 1-5     | DNK  | Danimarca     |
| 6-10    | FRA  | Francia       |
| 11-15   | ESP  | Spagna        |
| 16-20   | CZE  | Cechia        |
| 21-25   | BEL  | Belgio        |
| 26-30   | ITA  | Italia        |
| 31-35   | NOR  | Norvegia      |
| 36-40   | USA  | Stati Uniti   |
| 41-45   | POL  | Polonia       |
| 46-50   | NLD  | Paesi Bassi   |
| 51-55   | SVN  | Slovenia      |
| 45-59   | GER  | Germania      |
| 60-63   | IRL  | Irlanda       |
| 64-67   | CAN  | Canada        |
| 68-70   | EST  | Estonia       |
| 71-73   | COL  | Colombia      |
| 74-77   | AUS  | Australia     |
| 78-80   | GBR  | Regno Unito   |
| 81-83   | AUT  | Austria       |
| 84-86   | CHE  | Svizzera      |
| 87-89   | KAZ  | Kazakistan    |
| 90-92   | JPN  | Giappone      |
| 93-95   | HUN  | Ungheria      |
| 96-98   | INA  | Indonesia     |
| 99-100  | TAI  | Taiwan        |
| 101-102 | SWE  | Svezia        |
| 103-104 | NZL  | Nuova Zelanda |
| 105-107 | BRA  | Brasile       |
| 108     | LAT  | Lettonia      |
| 109-110 | ROM  | Romania       |

| N.      | Cod. | Squadra             |
| ------- | ---- | ------------------- |
| 111-112 | ECU  | Ecuador             |
| 113,163 | UKR  | Ucraina             |
| 114-115 | SVK  | Slovacchia          |
| 116-117 | THA  | Tailandia           |
| 118     | CHI  | Cile                |
| 119-120 | RWA  | Ruanda              |
| 121     | BDI  | Burundi             |
| 122     | PER  | Perù                |
| 123-124 | FIN  | Finlandia           |
| 126     | BLR  | Bulgaria            |
| 127-128 | LUX  | Lussemburgo         |
| 130-131 | ALB  | Albania             |
| 132-133 | AZE  | Azerbaigian         |
| 134     | MAU  | Mauritius           |
| 135     | AND  | Andorra             |
| 136-137 | TUR  | Turchia             |
| 139-140 | MEX  | Messico             |
| 141     | HKG  | Hong Kong           |
| 142-143 | PRT  | Portogallo          |
| 144     | UAE  | Emirati Arabi Uniti |
| 145-146 | RSA  | Sud Africa          |
| 147-148 | MNG  | Mongolia            |
| 149     | CYP  | Cipro               |
| 150-151 | ERI  | Eritrea             |
| 152-153 | ALG  | Algeria             |
| 154-155 | LTU  | Lituania            |
| 156-157 | ISR  | Israele             |
| 158-159 | ARG  | Argentina           |
| 160     | BEN  | Benin               |
| 161     | MAR  | Marocco             |

## Ordine d'arrivo (Top 10)
| Pos. | Corridore               | Squadra       | Tempo    |
| ---- | ----------------------- | ------------- | -------- |
| 1    | Lorenzo Finn            | Italia        | 2h57'05" |
| 2    | Sebastian Grindley      | Gran Bretagna | a 2'05"  |
| 3    | Senna Remijn            | Paesi Bassi   | a 3'06"  |
| 4    | Paul Fietzke            | Germania      | s.t.     |
| 5    | Ashlin Barry            | Stati Uniti   | s.t.     |
| 6    | Héctor Álvarez Martinez | Spagna        | a 3'44"  |
| 7    | Paul Seixas             | Francia       | a 4'11"  |
| 8    | Jurgen Zomermaand       | Paesi Bassi   | s.t.     |
| 9    | Theodor Clemmensen      | Danimarca     | a 6'45"  |
| 10   | Håkon Eiksund Øksnes    | Norvegia      | a 7'04"  |